# 3C 401
3C 401 là một thiên hà radio trong chòm sao Thiên Long. Nó nằm gần trung tâm của một cụm thiên hà rất nhiều thiên hà và chiếm ưu thế trong cụm. Đây là một thiên hà kiểu cD. Nó có một nhân đôi, cho thấy nó đang tương tác với một thiên hà khác.
3C 401 được phân loại là một thiên hà radio Fanaroff và Riley II (FR II), nhưng cũng có đặc điểm của cả hai loại I và II. Đặc điểm của FR I| là sáng ở đầu thứ hai của thiên hà, với FR I thì sáng ở trung tâm. 3C 401 có các điểm nóng ở hai đầu của nó, nhưng phần trung tâm cũng nóng như kiểu FR I. Kiểu phổ của thiên hà này trung bình giữa phổ của loại FR I và II.